# Acrocercops imperfecta
Acrocercops imperfecta är en fjärilsart som beskrevs av László Anthony Gozmány 1960. Acrocercops imperfecta ingår i släktet Acrocercops och familjen styltmalar.
Artens utbredningsområde är Egypten. Inga underarter finns listade i Catalogue of Life.